# Яковлево (Палехский район)
Я́ковлево — деревня в Палехском районе Ивановской области. Входит в Пеньковское сельское поселение.

## География
Находится в восточной части Палехского района, в 23,9 км к востоку от Палеха (30,3 км по автодорогам).

## Население
| 1859 | 1905 | 2010 |
| ---- | ---- | ---- |
| 266  | ↗366 | ↘19  |